# Moritz Hoyer
Moritz Hoyer (* 2006) ist ein deutscher Schauspieler.

## Leben
Sein Debüt als Schauspieler hatte Hoyer 2016 in der Fernsehserie Alles Klara. 2017 hatte er seine erste Filmrolle in Landgericht. Er spielte 2023 in der Fernsehserie Fritzie – Der Himmel muss warten erstmals einen größeren Handlungsbogen. Daneben synchronisierte er 2016 Schöne neue Welt – Wie Silicon Valley unsere Zukunft bestimmt.

## Filmografie
- 2016: Für dich bei mir
- 2016: Alles Klara (Fernsehserie, Folge 3x08)
- 2017: Landgericht (Fernsehfilm)
- 2017: Raising Hitler (Fernsehserie)
- 2018: In aller Freundschaft (Fernsehserie, Folge 21x08)
- 2018: Endlich Witwer
- 2018: SOKO Leipzig
- 2019: Alfons Zitterbacke – Das Chaos ist zurück
- 2019: Morden im Norden (Fernsehserie, Folge 6x02)
- 2023: Letzte Spur Berlin (Fernsehserie, Folge 12x06)
- 2023: Fritzie – Der Himmel muss warten (Fernsehserie, 5 Folgen)
- 2023: Dr. Nice[1]
- 2025: Mit der Faust in die Welt schlagen

## Hörspiele (Auswahl)
- 2018: Marie Adelaide Belloc Lowndes: Der Mieter. Hörspiel in Kunstkopfstereophonie. Vorlage: Der Mieter (The Lodger) (Roman/Film) (Zeitungsjunge) – Übersetzung, Bearbeitung und Regie: Regine Ahrem (Hörspielbearbeitung – RBB)

Quelle: ARD-Hörspieldatenbank